# Koltai Tamás (színikritikus)
Koltai Tamás (Budapest, 1942. szeptember 10. – Budapest, 2015. július 18.) Jászai Mari-díjas (1987) magyar újságíró, színikritikus, dramaturg, egyetemi tanár.

## Életpályája
1960–1965 között végzett az ELTE BTK-n. 1962–1967 között a Madách Színház dramaturgja volt. 1967–1968 között a Pannónia Filmstúdióban dolgozott dramaturgként. 1968–1987 között a Színház című folyóirat munkatársa, 1990-től főszerkesztője. 1987–1988 között a Képes 7 kulturális rovatvezetője volt. 1988–1990 között a Magyar Televízió színházi és filmszerkesztőség vezetője, 1991–1992 között főmunkatársa volt. 1993–2002 között a színházi szerkesztőség vezetője. 1990 és 2015 között a Színház  folyóirat főszerkesztője. A Színház- és Filmművészeti Egyetem tanára volt. A nyolcvanas évektől haláláig írta heti rendszerességgel az Élet és Irodalom hetilapba színházi kritikáit. Ezeket több gyűjteményes kötetben is közreadta.
2015-ben hunyt el váratlanul, tüdőembólia következtében.

## Művei
- Peter Brook (1976)
- Színházfaggató (1978)
- Cselekvő színház (1980)
- Magyar drámák színháza (1980)
- Színváltozások (1986)
- Közjáték (1986)
- Major Tamás (1986)
- Papírszínház (1989)
- Az ember tragédiája a színpadon, 1933–1968 (1990)
- Az Opera-per (1990)
- Színházváltás (1991)
- Színről színre (1992)
- Négy kritikus év (1994)
- Mab királyné (1997)
- Tribuletto avagy A színház érzékisége (1998)
- Árnyék és képzelet (1999)
- Szeret, nem szeret (2000)
- A láthatatlan színház (2001)
- Koltai Tamás: Nemzeti történet, avagy Színház a cethal hátán; BIP, Bp., 2002
- Bohóc ül a koronában (2002)
- Mesterkurzus (2003)
- Néző. Pont (színházi írások, 2003)
- Mi néki Hecuba? (színházi írások (2004)
- Színházi szívesség (2005)
- Maszk és meztelenség (színházi tanulmányok és kritikák, 2006)
- Színház a parcellán (esszék, kritikák, 2008)
- Színházparadoxon (2010)
- Zsöllyerablét – 50 év színházban (2013)
- Tapsrend – Öt év nézőtéren és köztéren (2015)

## Műsorai, filmjei
- Falusi udvarlás (1975)
- Margit, a hazának szentelt áldozat (1995)
- Homburg hercege (1995)
- Córesz (2002)
- Dr. Németh Aladár színháza (2008)

## Díjai, kitüntetései
- Jászai Mari-díj (1987)
- a Táncsics Mihály Alapítvány díja (1992)
- Virág F. Éva-díj (1998)
- A Magyar Köztársasági Érdemrend lovagkeresztje (2007) – A családja 2016-ban visszaadta.
- Joseph Pulitzer-emlékdíj (2011)